# Gmina Plaški
Gmina Plaški (chorw. Općina Plaški) – gmina w Chorwacji, w żupanii karlowackiej. W 2011 roku liczyła  2090 mieszkańców.